# Pelecanus philippensis
Il pellicano delle Filippine (Pelecanus philippensis Gmelin, 1789) è un membro della famiglia dei pellicani. Si riproduce nell'Asia meridionale dal sud del Pakistan sino all'India ed all'Indonesia. Abita i grandi specchi d'acqua dell'entroterra e le acque costiere, ma predilige in assoluto i laghi poco profondi. I suoi nidi sono formati da cataste di residui vegetali e si trovano sugli alberi. In genere depone da tre a quattro uova per volta.

## Descrizione

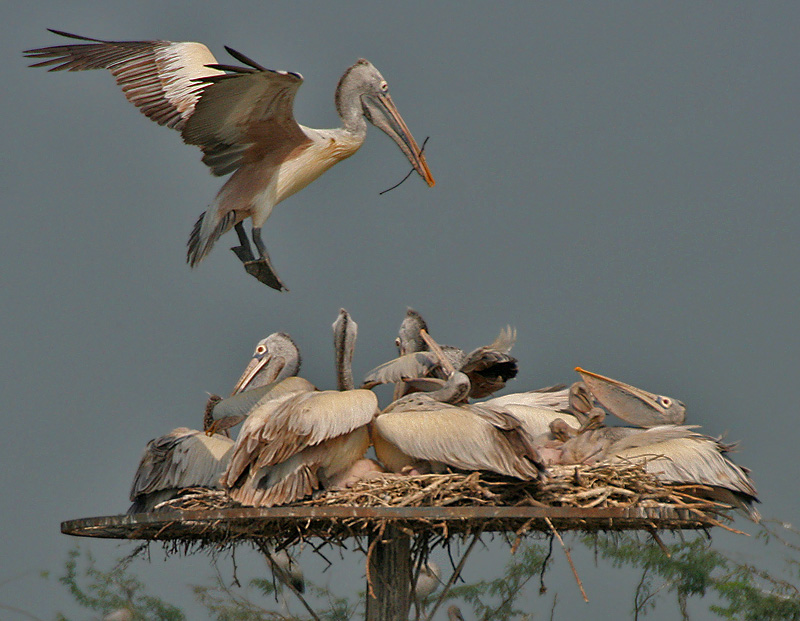
Un Pelecanus philippensis atterra trasportando materiale per il nido, mentre i pulcini lo attendono. Fotografia scattata ad Uppalapadu, Andhra Pradesh, India.

Questo pellicano è relativamente piccolo rispetto agli altri della famiglia, anche se rimane un uccello piuttosto grande. La sua lunghezza è compresa tra i 125 ed i 152 cm ed il peso tra i 4.1 ed i 6 kg. È principalmente di colore bianco, con cresta, collo e coda di colore grigio. Durante la stagione dell'accoppiamento, nel piumaggio al di sotto delle ali della coda compare una sfumatura rosacea. Normalmente queste aree sono invece bianche come il resto del corpo, mentre gli esemplari immaturi sono completamente marroni. Sul becco rosa compaiono delle macchie nere durante la stagione degli amori.

## Biologia
Si tratta di una specie stanziale che si muove solamente all'interno di aree ristrette e si distribuisce in modo più ampio al di fuori della stagione degli amori. Come la maggior parte dei pellicani, cattura i pesci nel grosso becco mentre vola solcando la superficie dell'acqua.

## Conservazione
A causa della distruzione dell'habitat naturale e del disturbo arrecatogli dall'uomo, questo pellicano sta diminuendo in numero. Fortunatamente, in tempi recenti si è scoperto che la situazione non è così grave come si credeva in precedenza, e la specie è stata declassata dallo stato di vulnerabile a quello di prossima alla minaccia nel 2007, dopo che purtroppo la specie si era estinta nelle Filippine già a metà del XX secolo.

## Galleria d'immagini
Galleria fotografica acquisita ad Uppalapadu e Garapadu, Andhra Pradesh, India

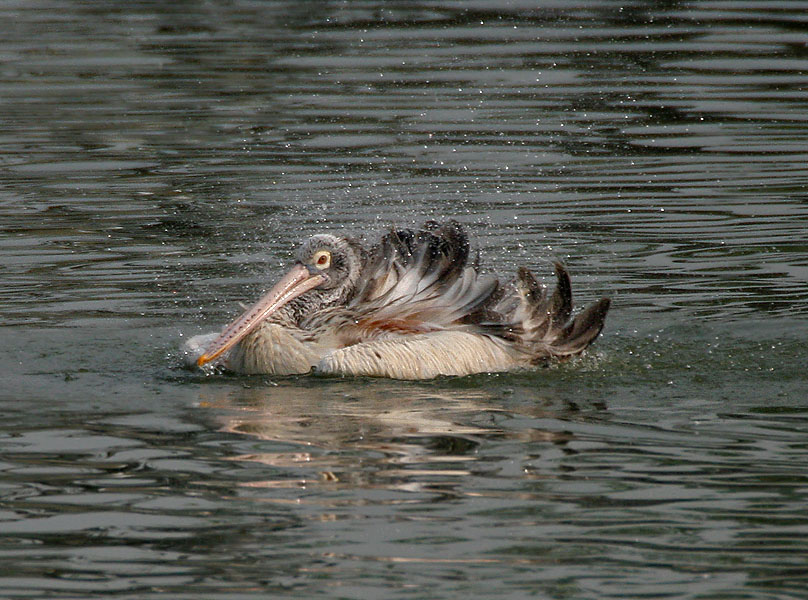
bagno (1)
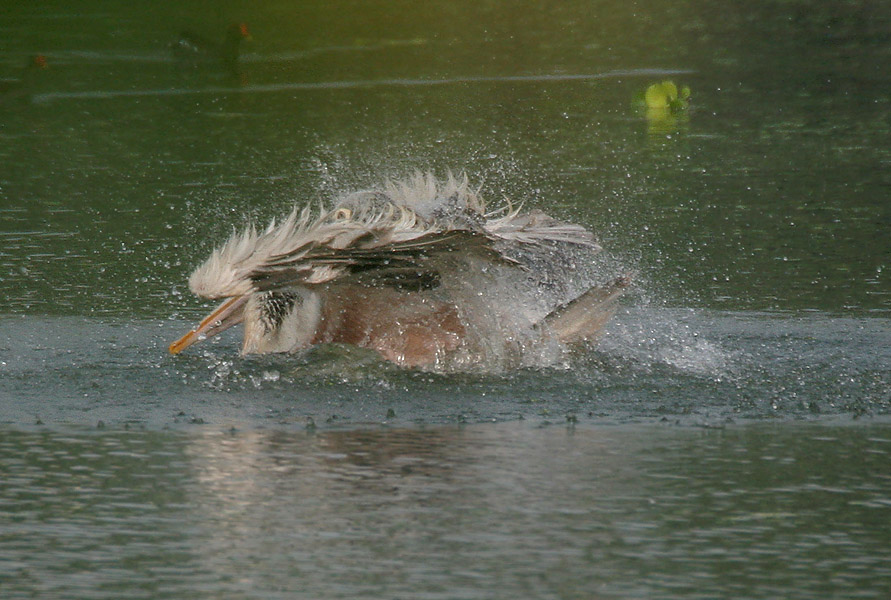
bagno (2)
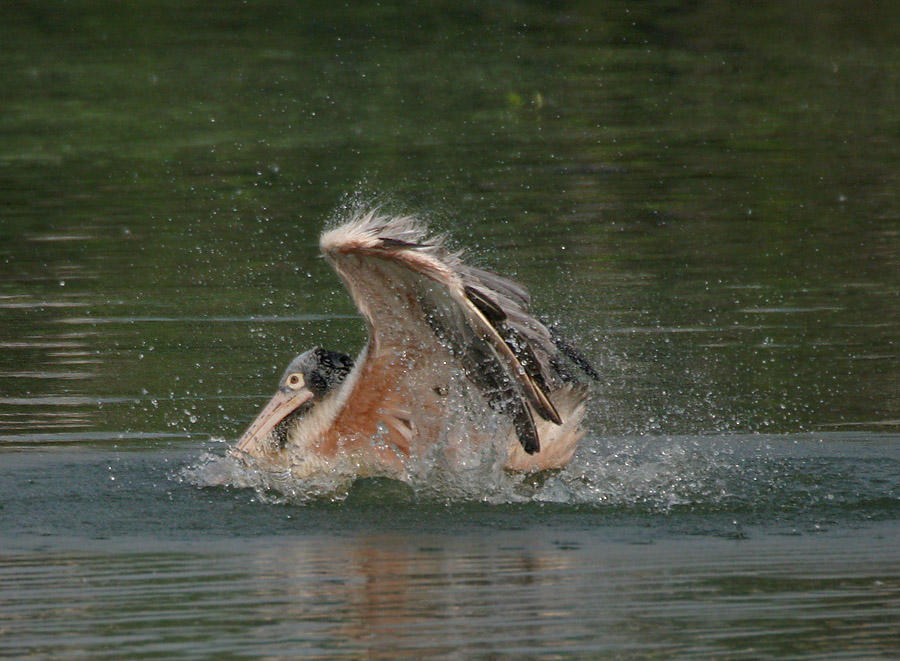
bagno (3)
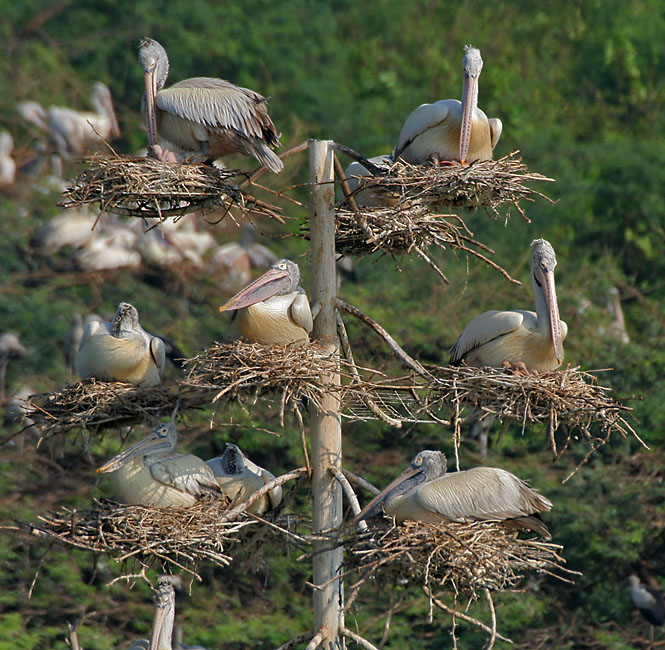
con la nidiata (1)
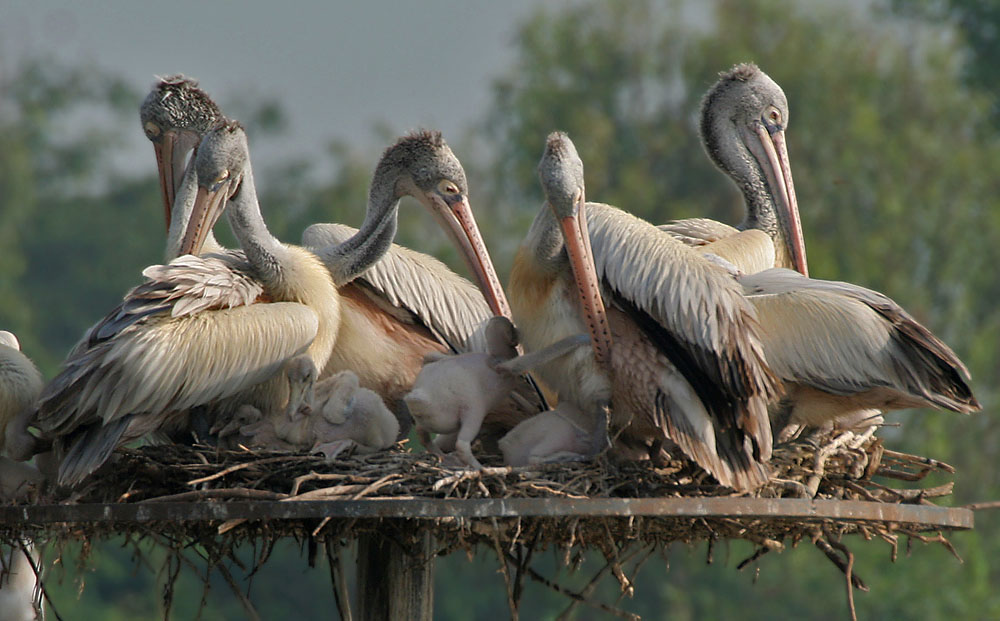
con la nidiata (2)
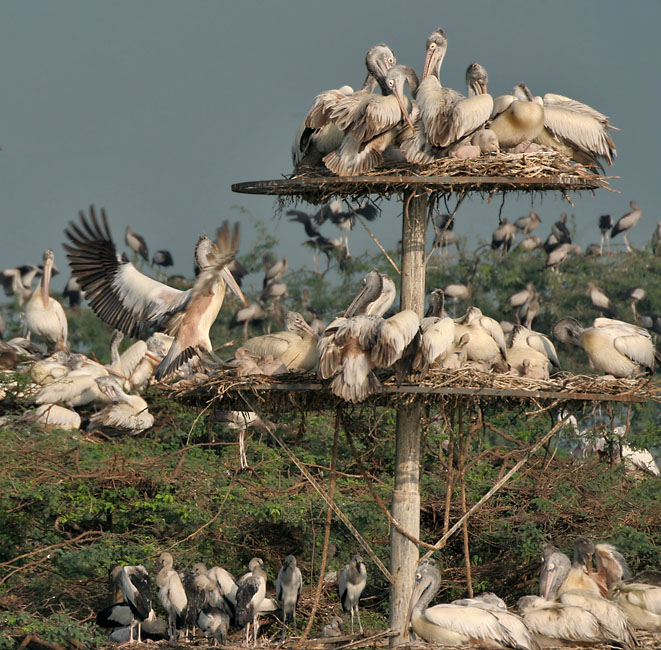
con la nidiata (3)
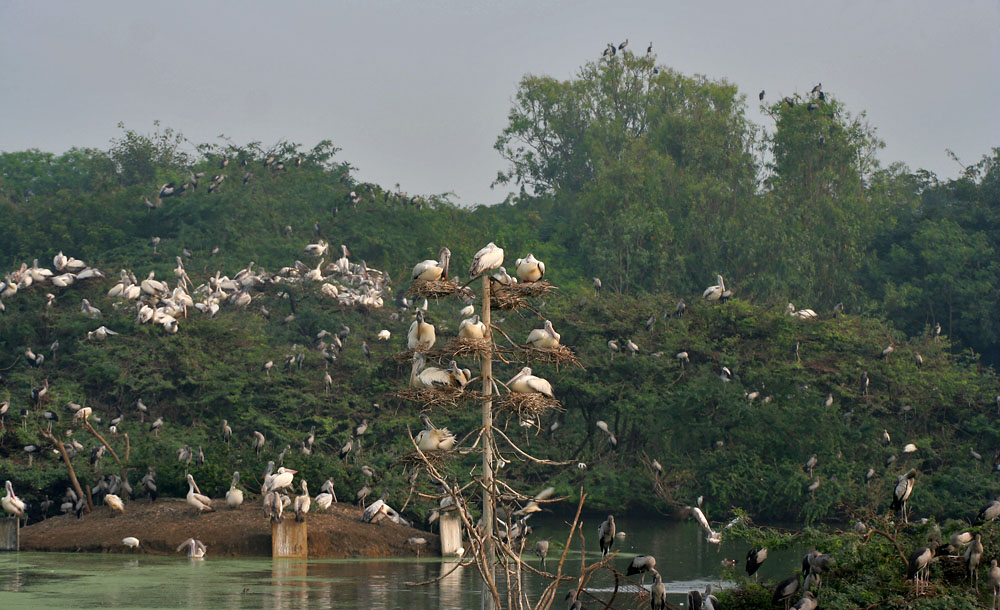
con la nidiata (4)
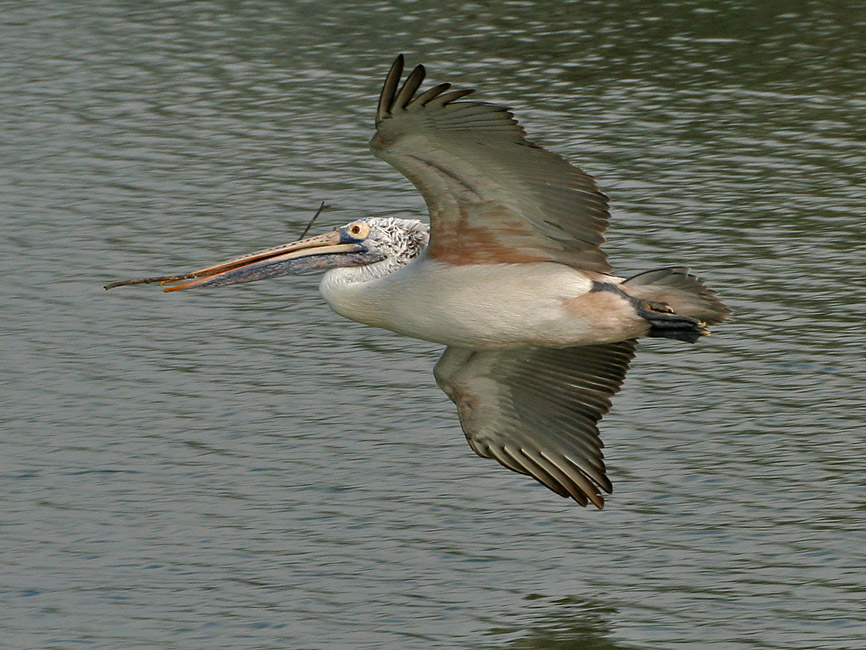
trasporto di materiale per il nido
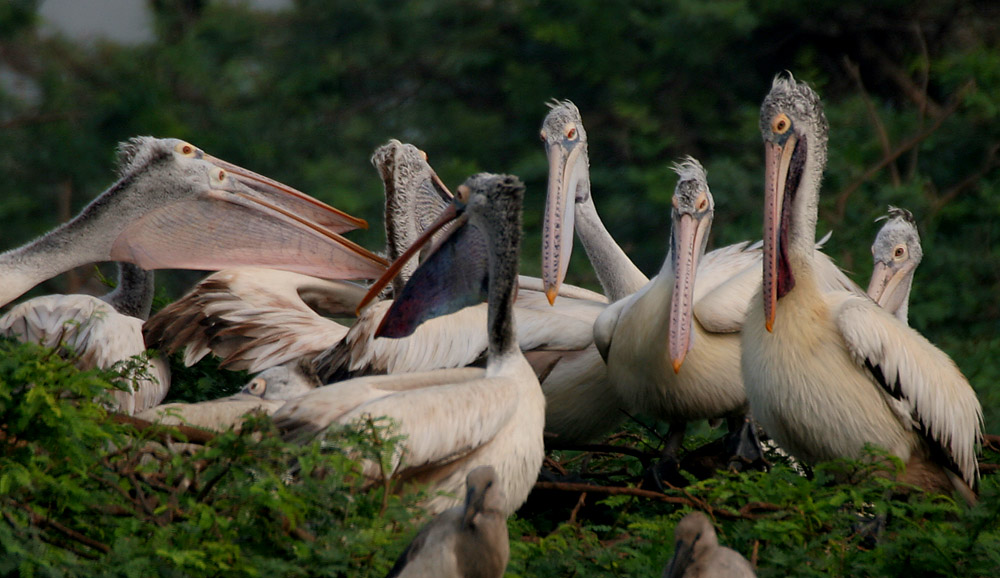
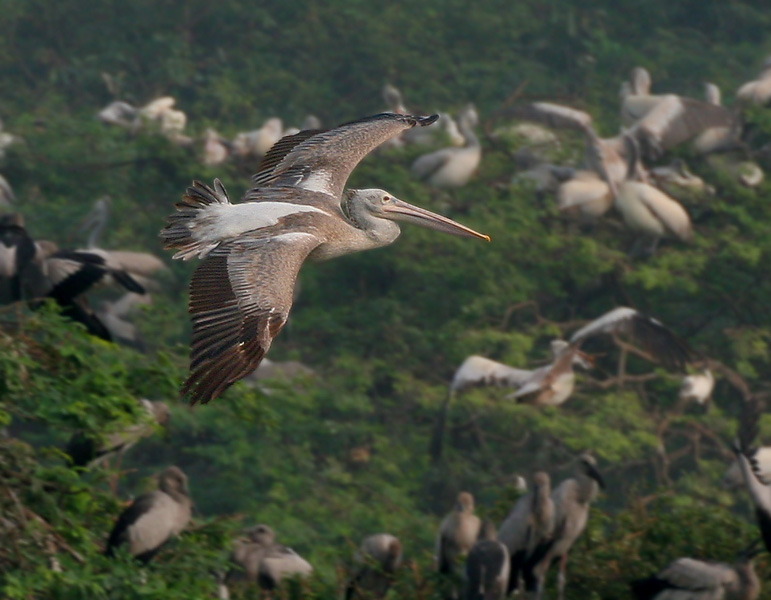
in volo
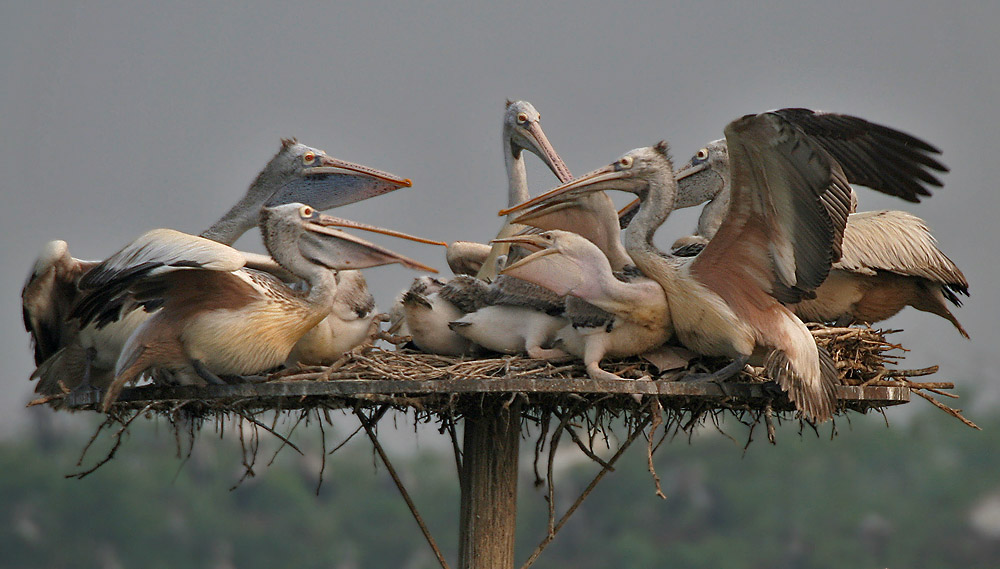
in lotta
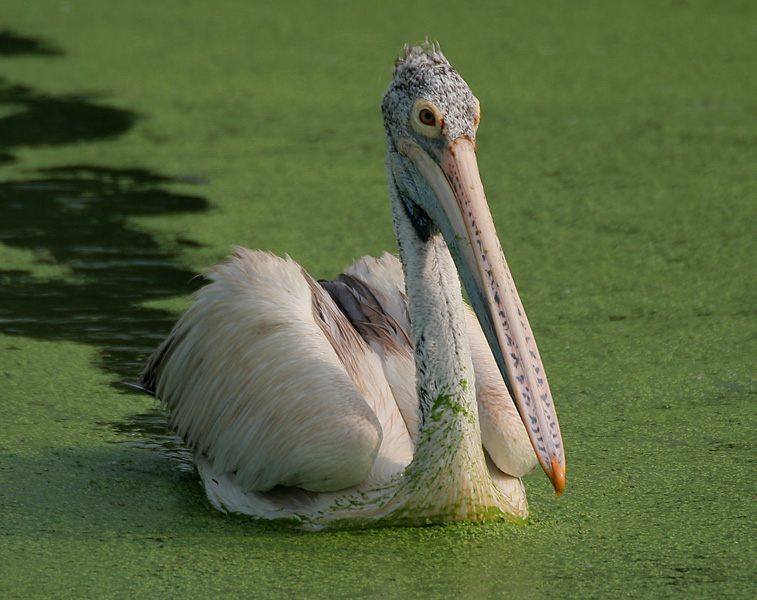
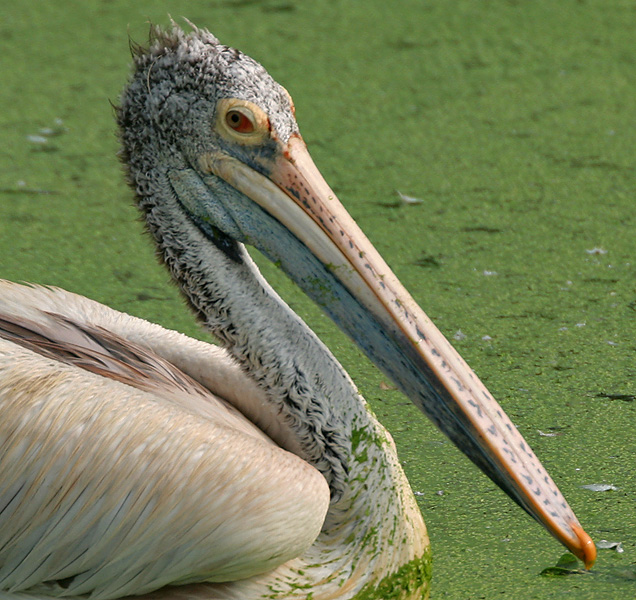
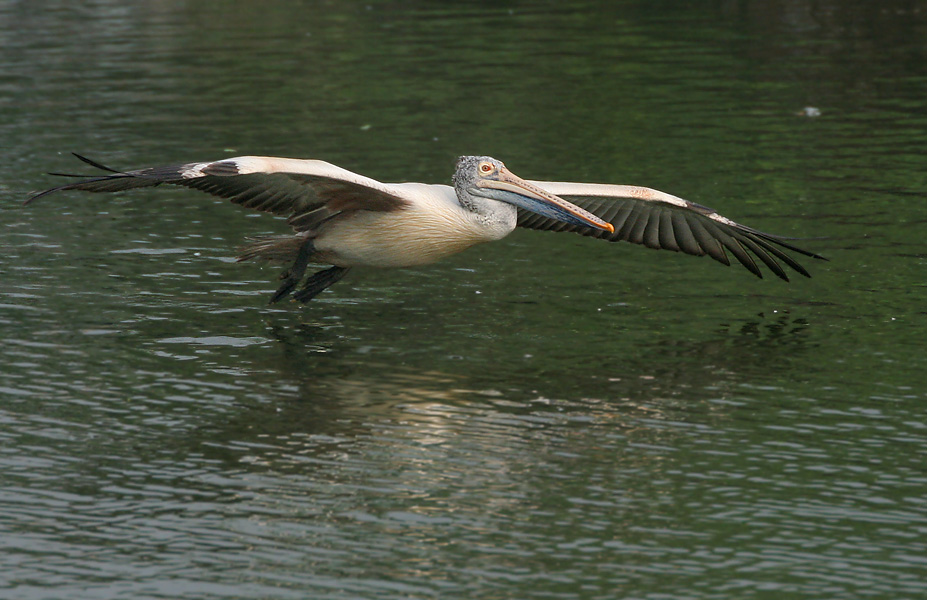
atterraggio
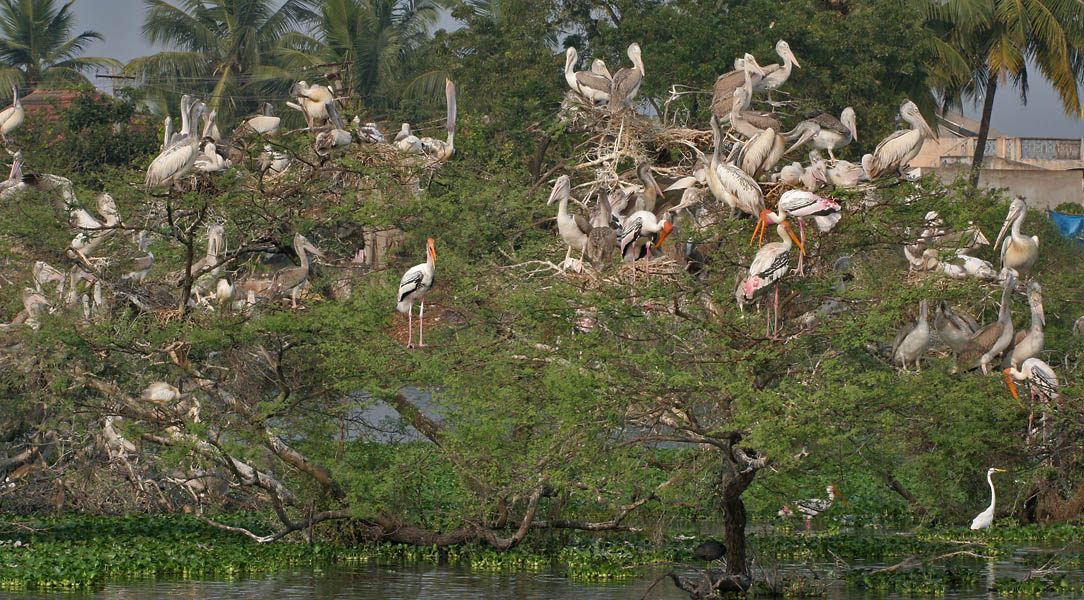
nidificazione
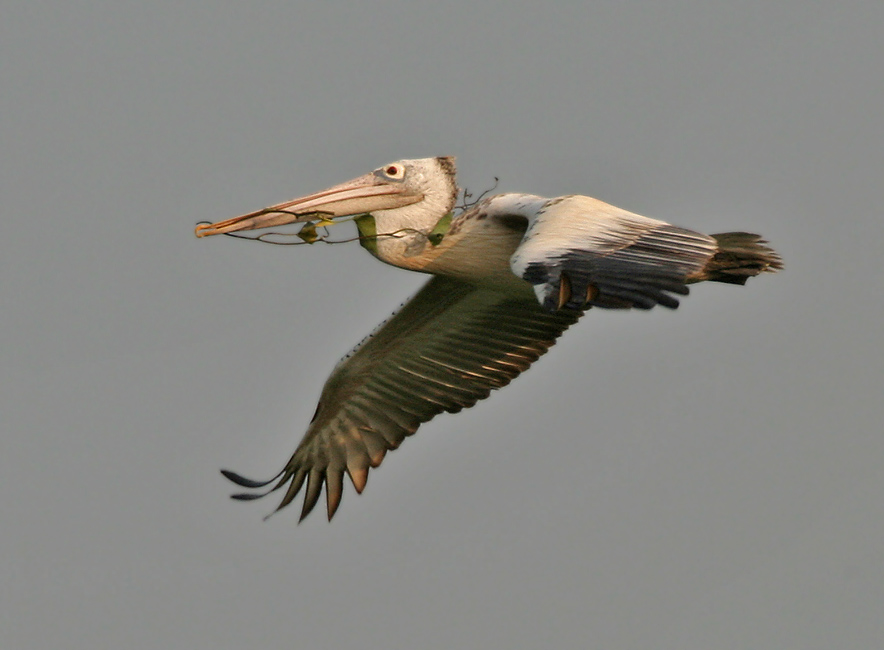
trasporto di materiale per il nido (2)
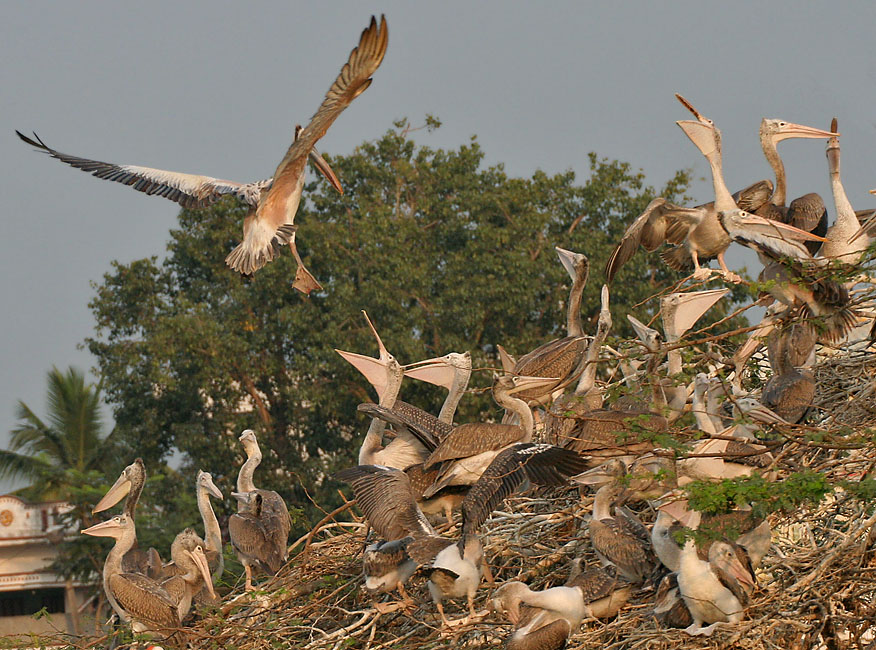
giovani esemplari attendono il cibo dai genitori
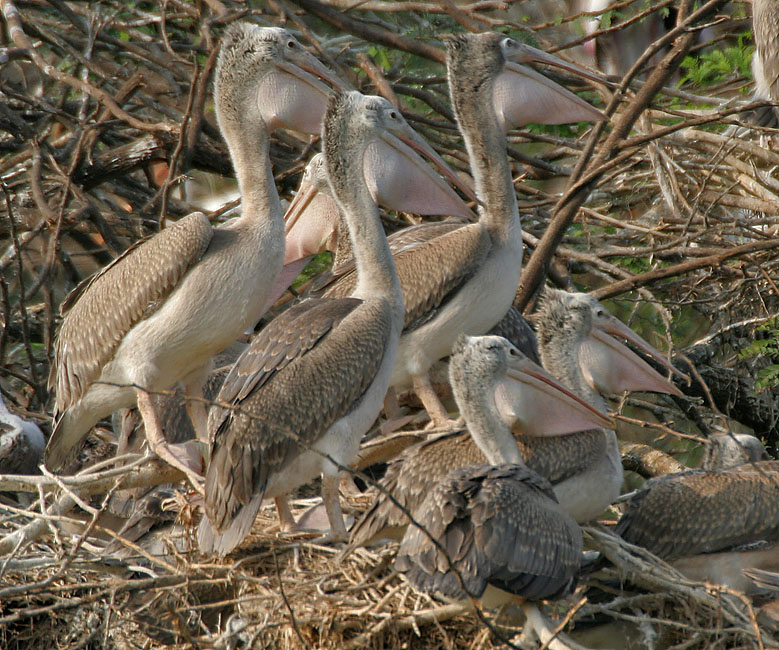
giovani nel nido
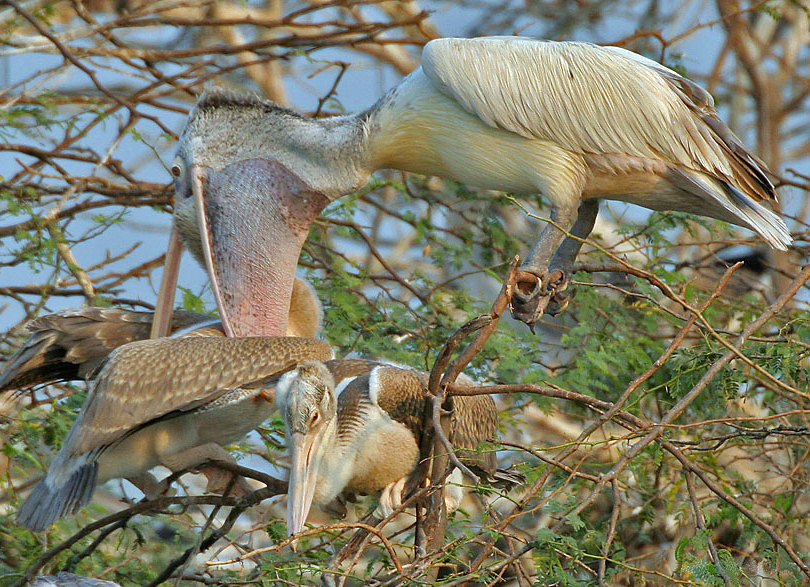
un giovane viene nutrito (1)
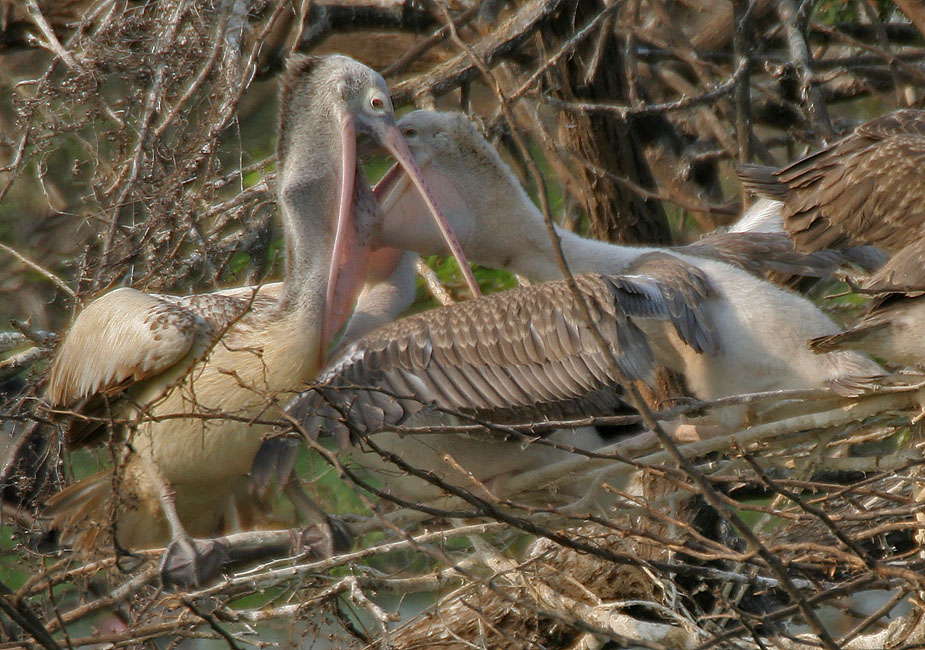
un giovane viene nutrito (2)
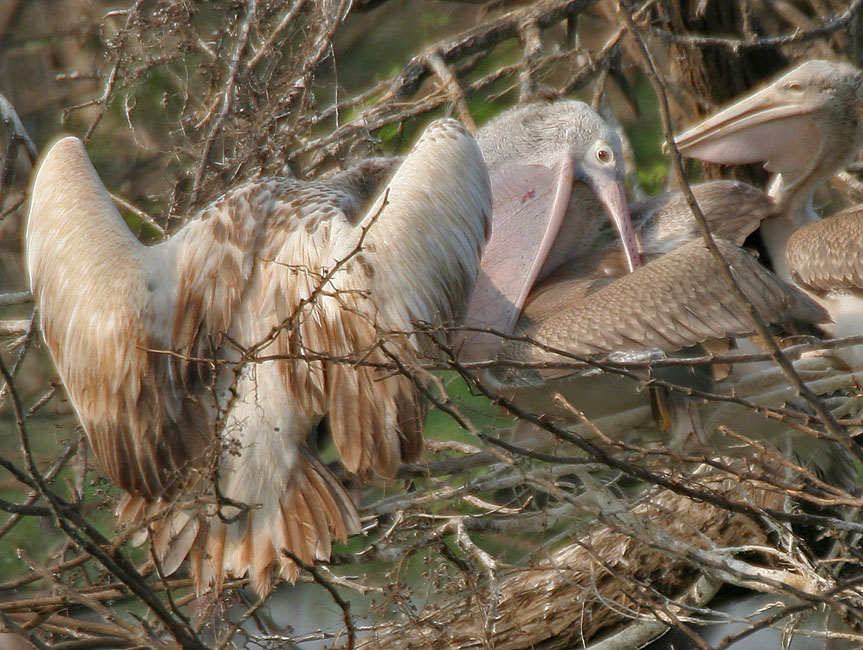
un giovane viene nutrito (3)
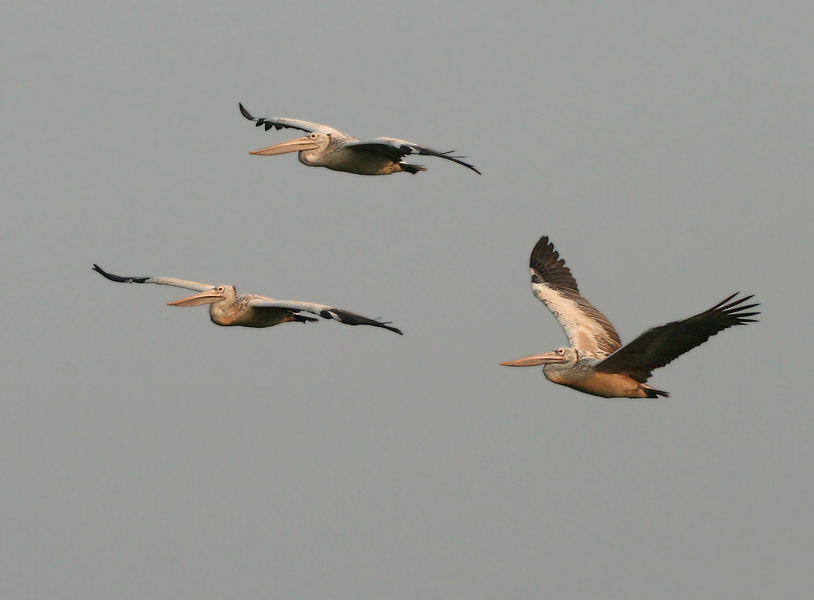
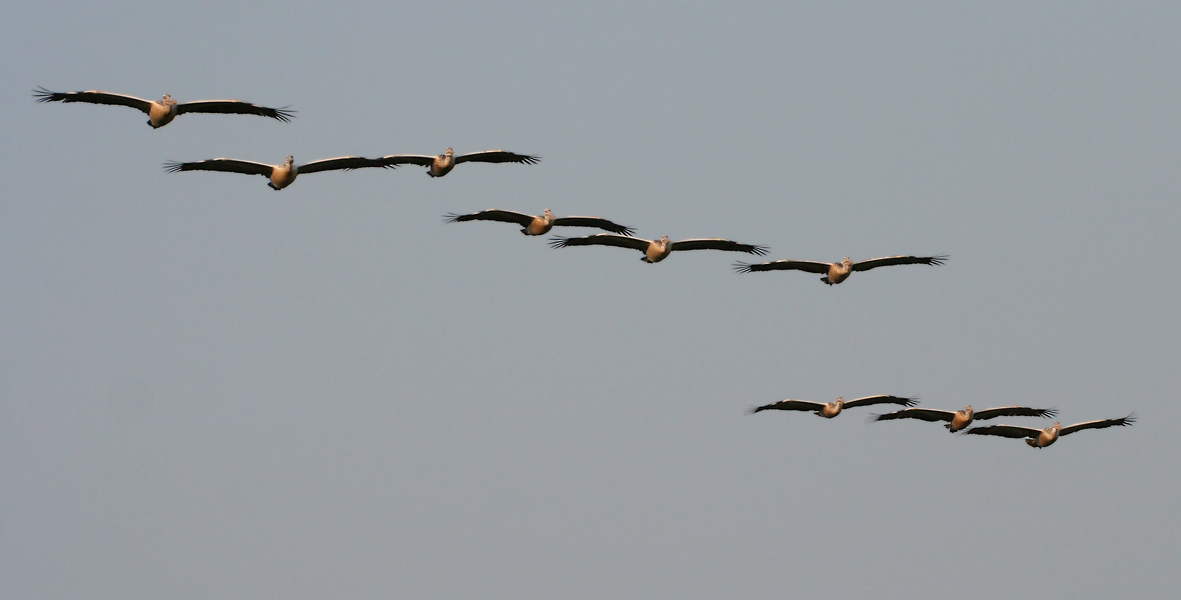
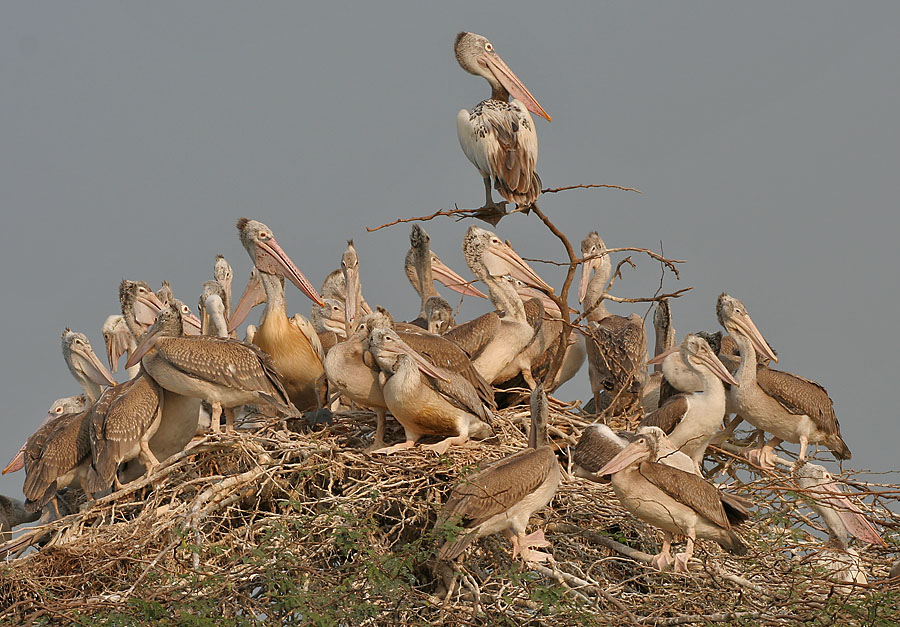
adulti e giovani al nido (1)
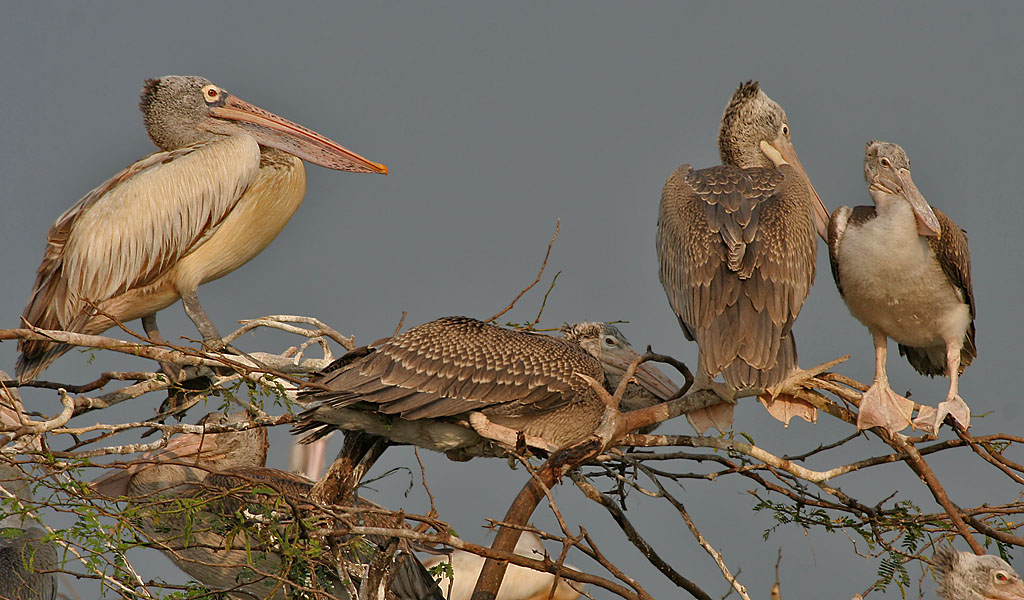
adulti e giovani al nido (2)
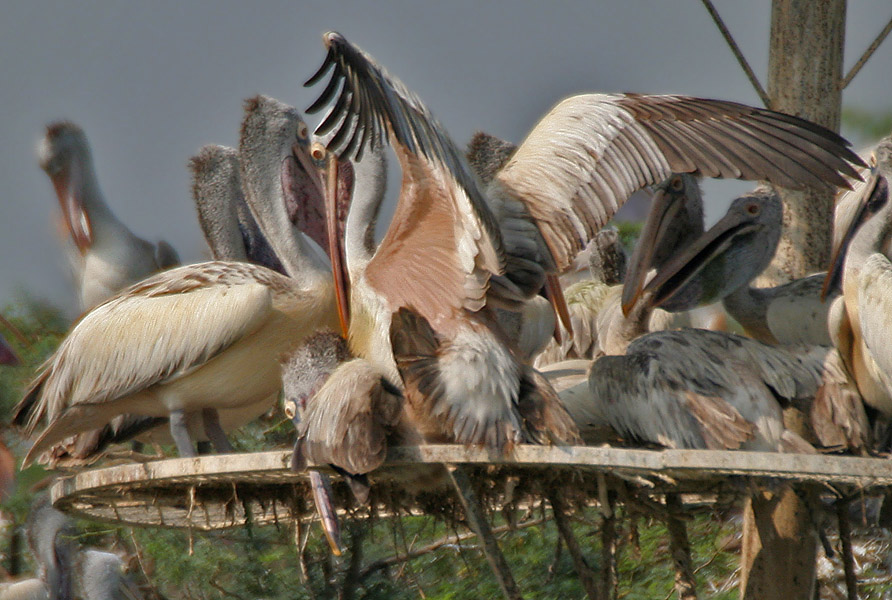
accoppiamento (1)
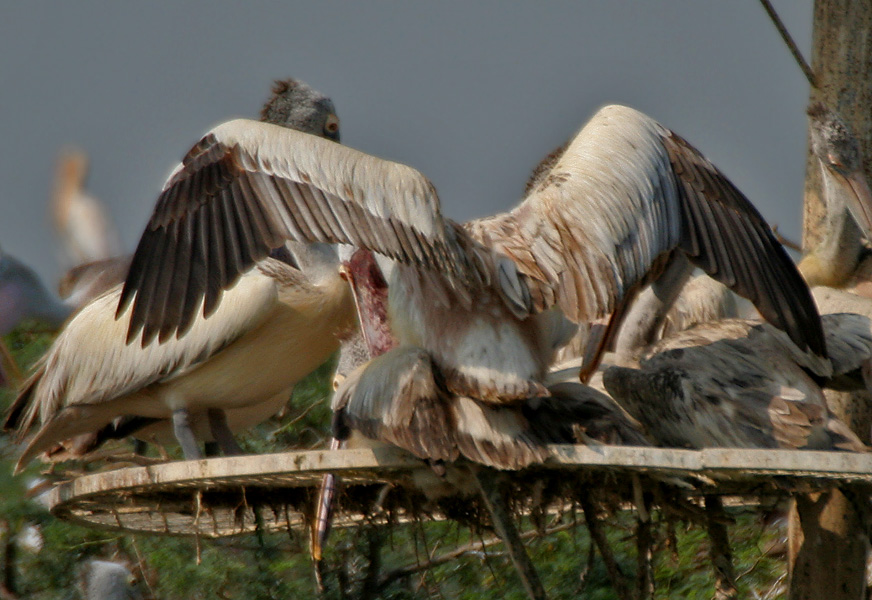
accoppiamento (2)
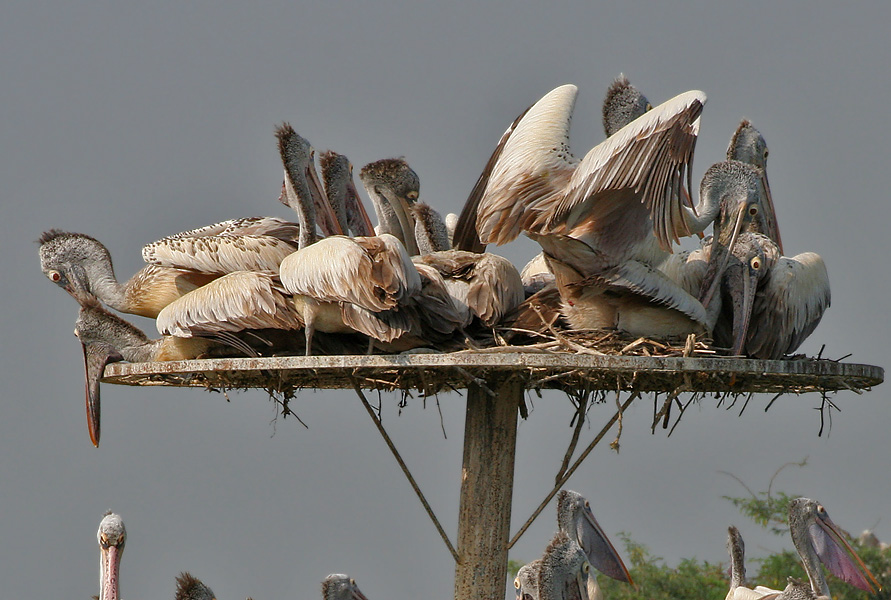
accoppiamento (3)
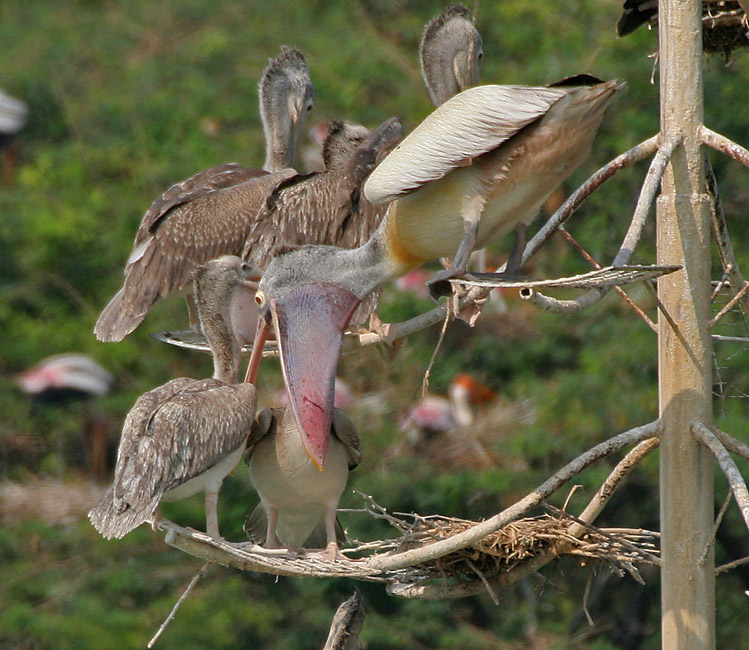
nutrimento del giovane
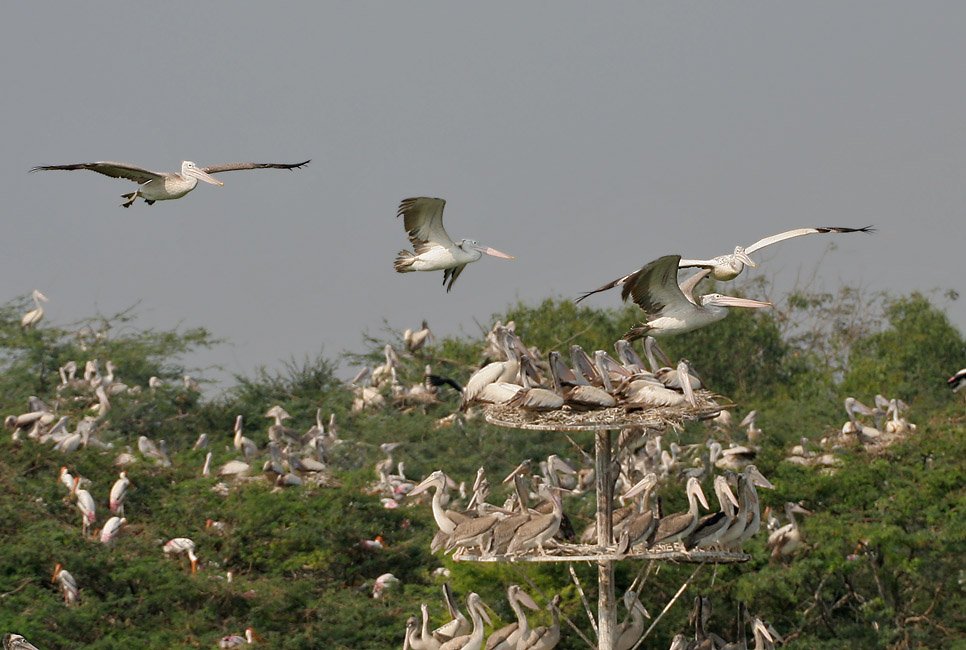
atterraggio